# Schizaea pseudodichotoma
Schizaea pseudodichotoma är en ormbunkeart som beskrevs av Bierh. Schizaea pseudodichotoma ingår i släktet Schizaea och familjen Schizaeaceae. Inga underarter finns listade.